# Dykkerklokkens Hemmelighed
Dykkerklokkens Hemmelighed er en dansk stumfilm fra 1918, der er instrueret af George Schnéevoigt efter manuskript af ham selv og Carl Muusmann.

## Handling
Denne artikel mangler et handlingsreferat. Hjælp os med at skrive det.

## Medvirkende
- Thorleif Lund - Professor Roxroy, geolog
- Tronier Funder - Alf, professorens søn
- Hugo Bruun - Rusini, ingeniør
- Charles Willumsen - Carras, fisker
- Birger von Cotta-Schønberg - Costa, Carras' søn
- Zanny Petersen - Sonnia, Carras' adoptivdatter